# Bandera de Prades
La bandera oficial de Prades té la descripció següent:
| « | Bandera apaïsada de proporcions dos d'alt per tres de llarg, quarterada en aspa, 1r i 4t groc amb quatre pals vermells, 2n i 3r blau clar, sembrar de flors de lis grogues, d'altura 3/16 de la del drap i amplada 1/12 de la llargària del mateix drap, de les quals 6 de senceres i íntegrament visibles, i un lambel de tres penjants vermell, de gruix 3/128 de l'alçària del drap i llargada 43/192 de la del mateix drap, situat sobre el sembrat a 1/4 de la vora superior i a 1/96 de la vora de l'asta en el 2n quarter i de la vora del vol en el 3r quarter. | » |
| — | |   |

## Història
Va ser publicada en el DOGC el 27 d'octubre del 2000. Està basada en l'escut heràldic de la localitat.